# Superficie terrestre

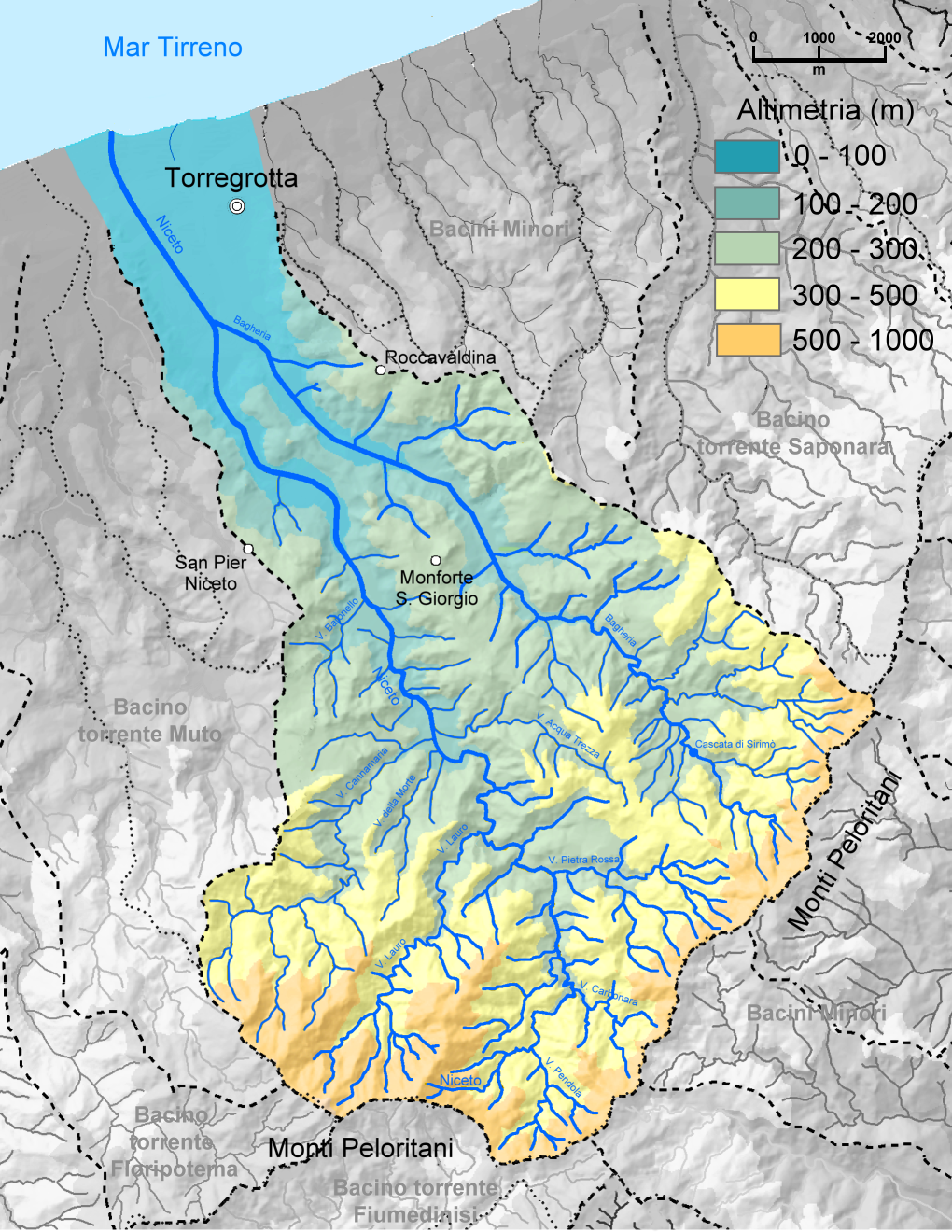
Mapa topográfico correspondiente a la cuenca hidrográfica del río Niceto en Italia.

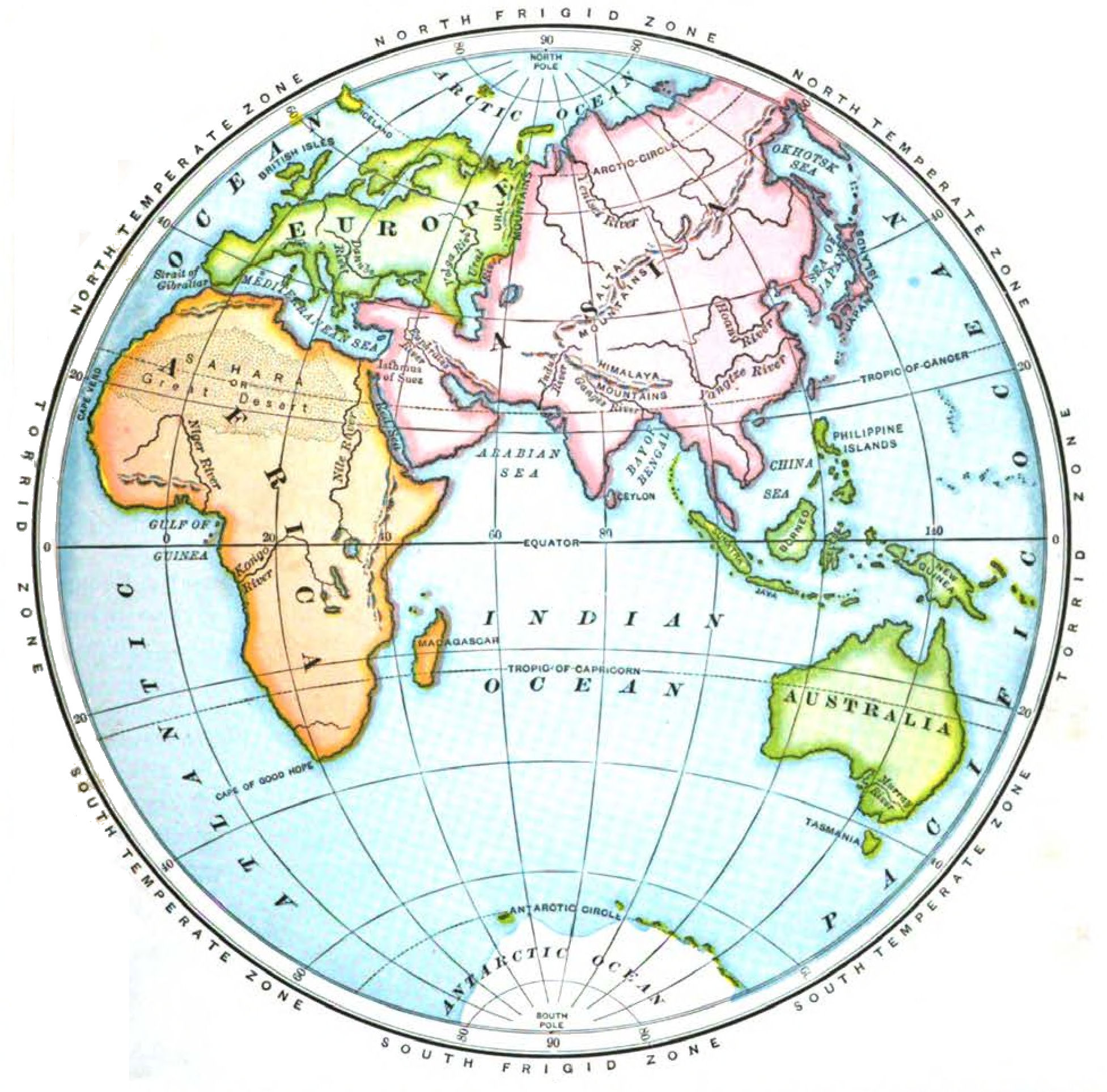
Mapa del hemisferio oriental terrestre.

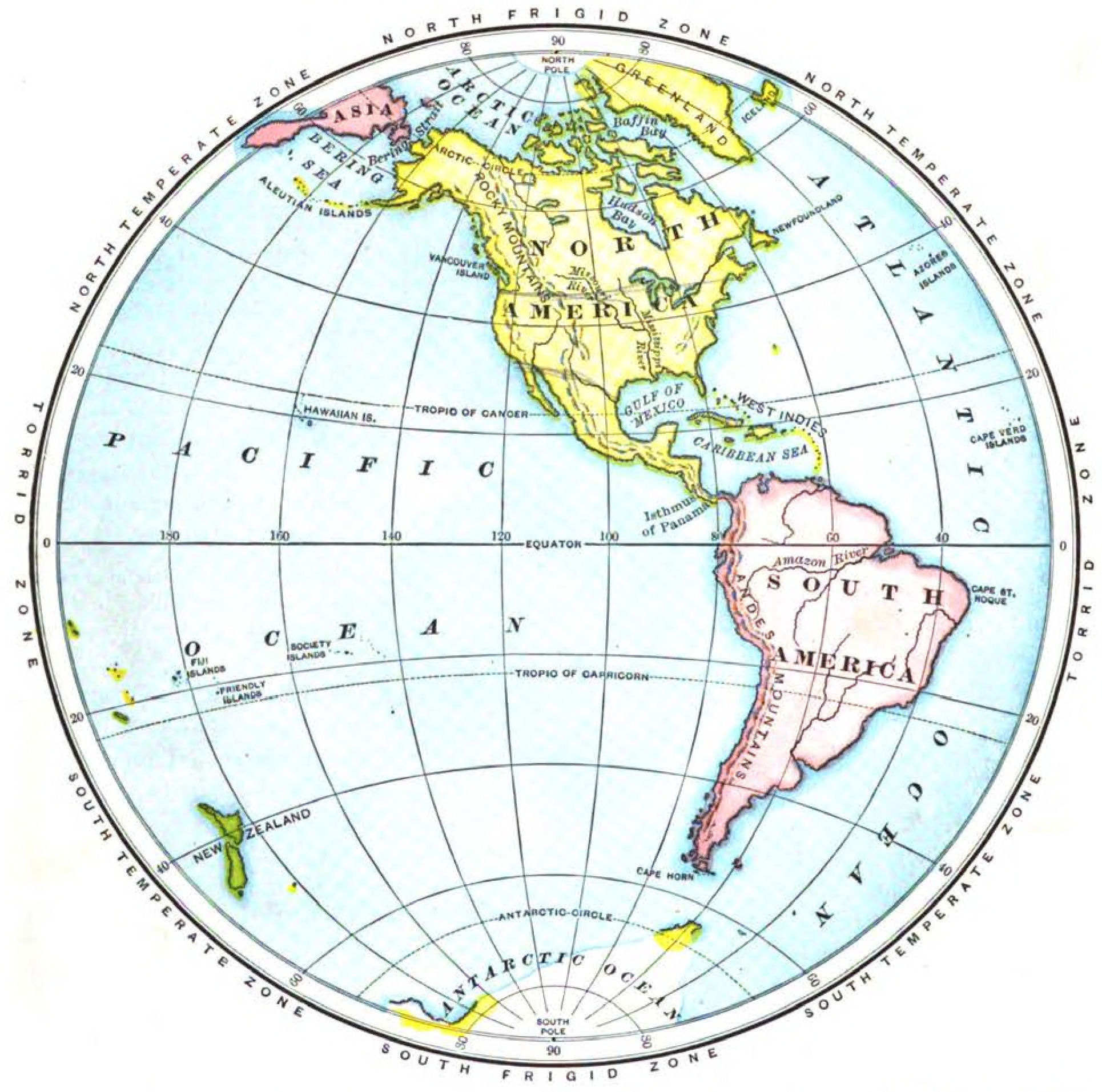
Mapa del hemisferio occidental terrestre.

Superficie terrestre es una expresión utilizada habitualmente, incluso en contextos científicos, pero que presenta una cierta ambigüedad. Puede referirse tanto a la totalidad de la superficie de la Tierra, definida geométricamente por el geoide; como solo a alguna de sus partes, especialmente a la parte superficial de la litosfera. Incluso en este caso, tampoco hay una precisa identificación del término, que puede referirse tanto a toda la denominada corteza terrestre como a su parte más superficial o formación geológica superficial, cuya parte más importante es el suelo.
Habitualmente la expresión "superficie terrestre" se utiliza para referirse a esta "superficie sólida" la expresión tierras emergidas (continentes e islas), como sinónimo de relieve terrestre. No obstante, cuando se utiliza para identificar la superficie del planeta como tal, incluye a la parte superficial de las masas de agua que forman la hidrosfera (mares y océanos, aguas continentales –ríos, lagos, glaciares–, etc.).
No es usual, pero sí se hace en algún caso, referirse con el nombre superficie terrestre a la superficie de la atmósfera en contacto con la litosfera o hidrosfera (en cuanto a su extremo opuesto, no hay un límite o superficie en contacto con el espacio exterior, sino un gradual enrarecimiento de la materia que compone la atmósfera en sus capas exteriores). Entendida así, la superficie terrestre como el lugar que engloba las aguas, el suelo y la atmósfera, se designa con el nombre de "espacio geográfico". Tampoco es usual referirse con ese nombre a los seres vivos que forman la biosfera, y que tienen las distintas partes de la superficie terrestre como sus biotopos.

## Ciencias que estudian la superficie terrestre
La superficie terrestre ha sido el campo de estudio de numerosas ciencias desde épocas muy antiguas. Entre estas ciencias se encuentran la Geografía (principalmente la geografía física, la geografía humana, la biogeografía, la geografía regional, la cartografía, la topografía y la geodesia), la geología, la oceanografía, la edafología y muchísimas más convencionalmente incluidas entre las ciencias naturales o las ciencias de la Tierra.
Como resulta lógico, la representación de la superficie terrestre en un mapa dependerá de la escala de dicho mapa. Así, podemos ver la representación del globo terrestre dividido en dos hemisferios (oriental y occidental) en un texto bastante antiguo del siglo XX (1907), pero que presenta poca información por tener una escala muy pequeña, además del hecho de que en esa época no se conocía bien el territorio de la Antártida. Apenas los nombres de continentes, océnos y grandes cordilleras se pueden ver en estas imágenes.

## La geografía
La geografía es ciencia que, se ha venido encargando del estudio de la superficie terrestre y lo limita de otros campos de estudio tratados en otras ciencias afines, como es el caso de la geología, que además de estudiar la parte rocosa de la superficie terrestre, también estudia el interior de nuestro planeta, conocido con el nombre de espacio geológico; de la astronomía, que estudia los cuerpos celestes (incluyendo a la Tierra como tal) y del campo de las ciencias de la Tierra, algunas de las cuales estudian también aspectos específicos que se presentan sobre la superficie terrestre.

### La geografía física
La geografía física pone de manifiesto la relevancia de las características físicas de la superficie terrestre, tales como montañas (mapas orográficos, ríos, climas, suelos, glaciares y muchas otras.
La antigua división de los mapas de pequeña escala en físicos y políticos recogen el énfasis de los mismos en regiones naturales o políticas.